# Libramont-Chevigny
Libramont-Chevigny es una comuna de la región de Valonia, en la provincia de Luxemburgo, Bélgica. A 1 de enero de 2019 tenía una población estimada de 11 276 habitantes.

## Geografía
Se encuentra ubicada al sureste del país, en la zona de las Ardenas.

### Secciones del municipio
El municipio comprende los antiguos municipios, que se fusionaron en 1977:
| - Libramont - Bras - Freux - Moircy - Recogne - Remagne - Sainte-Marie-Chevigny - Saint-Pierre |

### Pueblos y aldeas del municipio
El municipio comprende los pueblos y aldeas de: Bernimont, Bonnerue, Bougnimont, Chenet, Flohimont, Jenneville, Lamouline, Laneuville, Neuvillers, Nimbermont, Ourt, Presseux, Renaumont, Rondu, Sberchamps, Séviscourt, Wideumont-Gare y Wideumont-Village

## Demografía

### Evolución
Todos los datos históricos relativos al actual municipio, el siguiente gráfico refleja su evolución demográfica, incluyendo municipios después de efectuada la fusión el 1 de enero de 1977.
| Gráfica de evolución demográfica de Libramont-Chevigny entre 1846 y 2020 |
|                                                                          |